# 劉邦友
劉邦友（1942年11月30日—1996年11月21日），臺灣桃園市政治人物，中國國民黨籍，前桃園縣縣長。1996年11月21日於官邸內遭槍殺身亡，案件至今尚未偵破，為臺灣地方自治史上迄今唯一於任內遇害的縣市首長。

## 生平
劉邦友的從政之路，從擔任桃園農田水利會代表開始。1973年，劉邦友當選第八屆桃園縣議會議員。1978年當選第六屆臺灣省議會議員，之後第七、八屆也連任。擔任省議員期間，曾針對客家文化、鐵路經營、桃竹苗地區整體建設等議題提出質詢或建言。
因擔任三屆省議員的政績，由中國國民黨提名競選桃園縣縣長，之後於1989年當選為第11任桃園縣縣長、1993年連任，同時兼任元智大學董事會諮議委員。擔任縣長期間對於桃園縣各項問題有許多規劃案，之後桃園縣的規劃有相當數量是延續劉邦友時期所做的規劃。

### 被謀殺
1996年11月21日早上，劉邦友在桃園縣長官邸被不明人士以行刑式手法槍殺。劉邦友血案、彭婉如命案及白曉燕命案並稱為1996至1997年間三起重大治安事件。2016年11月21日，20年法律追訴期正式期滿，內政部警政署刑事警察局表示，只要有一絲希望，不放棄任何線索，不管追訴期，將繼續偵辦下去。隨後立法院修法追訴權中華民國刑法第80條：因下列期間內未起訴而消滅：一、犯最重本刑為死刑、無期徒刑或十年以上有期徒刑之罪者，三十年。但發生死亡結果者，不在此限。使得案情仍可繼續追訴。